# Flughafen Chișinău

i7
i11
i13
Der Flughafen Chișinău (rumänisch Aeroportul Internațional Chișinău; russisch Международный аэропорт Кишинёва, IATA-Code: RMO, ICAO-Code: LUKK) ist der internationale Verkehrsflughafen der moldauischen Hauptstadt Chișinău. Er befindet sich etwa 14 km südlich der Innenstadt und ist der größte und wichtigste Flughafen des Landes.

## Geschichte
Der erste Flug fand 1926 als Zwischenlandung auf der Strecke Bukarest – Galați – Chișinău – Iași statt. Später fanden vereinzelte Flüge in die Ukraine und nach Rumänien statt.
Nach dem Zweiten Weltkrieg wurden erste Linienverbindungen in diverse Städte in der Sowjetunion aufgenommen. Alle Flüge wurden ausschließlich mit Propellermaschinen und Helikoptern durchgeführt. Die ersten Jets landeten ab 1969 auf dem Flughafen, als die moldauische Aeroflot Division ihre ersten Tu-134 übernahm.
Aufgrund der stetig wachsenden Fluggastzahlen wurde 1974 der Bau eines neuen Terminals beschlossen, das 1976 eröffnet wurde. Im selben Jahr fertigte der Flughafen erstmals über 800.000 Passagiere ab. Das Angebot an Strecken wuchs stetig und wurde besonders in den 1980er Jahren immer weiter ausgebaut. Die moldauische Aeroflot Division war eine der größten des Landes und beförderte über eine Million Passagiere zu über 90 Zielen in der gesamten Sowjetunion. Ende der 1980er Jahre wurde die heutige Start- und Landebahn eröffnet und ersetzte so die alte, mehr als 1000 Meter kürzere Piste, die zum Rollweg umfunktioniert wurde. Im Jahr 1990 wurde eine erste internationale Verbindung eröffnet.
Nach dem Zusammenbruch der Sowjetunion brachen auch die Passagierzahlen ein. Aufgrund der zusammengebrochenen Wirtschaft des Landes, dem Transnistrien-Konflikt und dem Abbruch sämtlicher wirtschaftlicher und diplomatischer Beziehungen zu anderen ehemaligen Sowjetstaaten fand 1992 und 1993 so gut wie kein Flugverkehr mehr statt. Teilweise musste der Flughafen über Wochen gesperrt werden, da kein Treibstoff mehr zur Verfügung stand. Sämtliche Flüge innerhalb Moldaus wurden zuvor eingestellt. Nach einigen Reformen und Initiativen der moldauischen Behörden erhielt der Flughafen am 31. Mai 1995 den Status eines Internationalen Flughafens. Seitdem hat sich der Luftfahrtsektor stetig erholt.
Im Jahr 2002 wurde der Flughafen in Zusammenarbeit mit der türkischen Akfen Holding von Grund auf aus- und umgebaut und hat inzwischen eine Kapazität von 5,4 Millionen Fluggästen im Jahr. Die Passagierzahlen und die Zahl der Flugbewegungen haben sich seither jedes Jahr gesteigert. Der erste Flug eines Verkehrsflugzeugs zwischen Frankfurt und Chișinău fand am 7. Juli 2003 statt. Es handelte sich um einen Charterflug der Lufthansa, auf dem 182 Passagiere mit einem Airbus A321 befördert wurden. Es war auch die erste Landung dieses Flugzeugtyps auf dem Flughafen Chișinău. Im Jahr 2015 wurde das Passagierterminal erneut ausgebaut und erweitert sowie ein neues Parkhaus eröffnet, wodurch sich die Zahl der Parkplätze auf dem Flughafen vervierfacht hat.
Bis 2018 soll die ehemalige Start- und Landebahn wieder zu einer voll funktionsfähigen 2400 Meter langen Piste ausgebaut werden, um die längere Hauptlandebahn während der Modernisierungsarbeiten zu entlasten.
Am 18. Januar 2024 wurde der IATA-Code (internationaler Flughafen-Code) vom ehemaligen KIV (abgeleitet von Kishinev, dem russischen und altem englischen Namen der Stadt) in den neuen Code RMO (Republica Moldova, rumänisch für "Republik Moldau") geändert.

## Fluggesellschaften und Ziele
Chișinău verfügt über diverse Verbindungen zu wichtigen west- und osteuropäischen Metropolen und dient als Basis für Air Moldova und Fly One. Angeflogen werden als deutschsprachige Ziele Frankfurt, Wien, München sowie Berlin, Dortmund, Bremen und Memmingen. Langstrecken- und Inlandsflüge werden derzeit nicht angeboten.
Am 14. März 2023 gab Wizz Air bekannt, den Flughafen wegen Sicherheitsbedenken aufgrund der Kriegshandlungen in der benachbarten Ukraine Moldawien nicht mehr anzufliegen. Außerdem soll die Basis am 1. Dezember 2023 geschlossen werden.

## Statistik
| Jahr | Passagier- aufkommen | Flug- bewegungen |
| ---- | -------------------- | ---------------- |
| 1996 | 250.800              | 3619             |
| 1997 | 283.000              | 4718             |
| 1998 | 265.900              | 4871             |
| 1999 | 233.300              | 4613             |
| 2000 | 167.708              | 5519             |
| 2001 | 274.387              | 9866             |
| 2002 | 294.621              | 10.416           |
| 2003 | 341.585              | 9502             |
| 2004 | 421.011              | 10.759           |
| 2005 | 482.741              | 11.126           |
| 2006 | 548.300              | 10.065           |
| 2007 | 689.000              | 11.685           |
| 2008 | 847.881              | 12.000           |
| 2009 | 809.072              | 12.355           |
| 2010 | 937.030              | 13.751           |
| 2011 | 1.045.975            | 15.022           |
| 2012 | 1.220.496            | 16.119           |
| 2013 | 1.321.362            | 17.555           |
| 2014 | 1.757.411            | 19.756           |
| 2015 | 2.219.162            | 22.468           |
| 2016 | 2.206.266            | 22.033           |
| 2017 | 2.744.465            | 27.133           |
| 2018 | 2.828.626            | 27.949           |
| 2019 | 2.995.530            | 27.092           |

## Zwischenfälle
- Am 15. Mai 1970 stürzte eine Antonow An-10A der sowjetischen Aeroflot (Luftfahrzeugkennzeichen CCCP-11149) auf einem Trainingsflug am Flughafen Chișinău ab. Beim Durchstarten waren zwei der vier Triebwerke abgestellt. Dabei war das Flugzeug außer Kontrolle geraten. Alle 11 Besatzungsmitglieder, die einzigen Insassen, wurden getötet (siehe auch Aeroflot-Flug 888).[6]

- Am 8. August 1970 unternahmen die Piloten einer Antonow An-10A der sowjetischen Aeroflot (Luftfahrzeugkennzeichen CCCP-11188) eine Notlandung in einem Feld 38 Kilometer nördlich vom Flughafen Chișinău, nachdem es im Flug von Winnyzja nach Simferopol zu einem uneingedämmten Triebwerksschaden und Brand an Triebwerk Nr. 4 gekommen war. Bei der Notlandung brach ein Teil des Kabinenbodens ein, wodurch ein Passagier so schwer verletzt wurde, dass er auf dem Weg ins Krankenhaus verstarb. Die übrigen 113 Insassen überlebten (siehe auch Aeroflot-Flug 888).[7]

- Am 12. Oktober 1971 brach an einer Antonow An-10A der sowjetischen Aeroflot (Luftfahrzeugkennzeichen CCCP-11137) bei der Landung auf dem Flughafen Chișinău das Hauptfahrwerk zusammen. Das Flugzeug wurde irreparabel beschädigt. Alle Insassen überlebten den Unfall.[8]

- Am 13. April 2008 verunglückte eine Antonow An-32 der sudanesischen Kata Air Transport (ST-AZL) am Flughafen Chișinău bei der Landung. Die Maschine kam direkt aus der Wartung, allerdings kehrten die Piloten aufgrund eines Defekts gleich nach dem Start von Chișinău wieder um. Alle acht Insassen der Frachtmaschine kamen bei dem Absturz ums Leben.[9]
- Seit dem Russischen Überfall auf die Ukraine kam es am Flughafen immer wieder zu Bombendrohungen. Dies führte zu Evakuierungen und Unterbrechungen im regulären Betrieb. Einige Maschinen konnten nicht landen und mussten auf andere Flughäfen ausweichen.[10] Eine eigene Einheit zur Untersuchung der Bombendrohungen wurde am Flughafen eingerichtet.[11]

## Trivia
Auf dem Flughafen findet jedes Jahr in den Sommermonaten ein mehrtägiger Tag der offenen Tür statt, bei dem es Flugvorführungen und Veranstaltungen für Familien gibt.
Seit 2014 veröffentlicht Avia Invest, die Betreibergesellschaft des Flughafens, jedes Jahr im Dezember ein Musikvideo, in dem mehrere bekannte moldauische Stars auftreten und in Englisch, Russisch und Rumänisch ein eigens für dieses Video komponiertes Silvester- bzw. Weihnachtslied singen und dabei als Flughafenmitarbeiter auftreten.
An der Zufahrt zum Flughafen ist eine ausgemusterte Tu-134 als Denkmal ausgestellt.
Im Jahr 2019 installierte der moldauische Bildhauer Veaceslav Jiglitski die Skulpturengruppe „Yekipazh“ in der Abflughalle des Passagier-Terminals.